# 安敦宁·毕尤
安敦尼·畢尤安（拉丁語：Antoninus Pius，86年9月19日—161年3月7日，138年—161年在位，又譯安東尼·庇護、安托比烏斯·皮烏斯、安托尼烏斯·比烏斯。（然而，《後漢書》中所提及的大秦王安敦，乃是其繼任者馬可·奥理略皇帝）
安敦尼為羅馬帝國安敦尼王朝的第四任皇帝，也是「五賢帝」中的第四位。
在他統治時期帝國達到全盛頂峰。因此，五賢帝的統治時期也因他的名字被稱為“安敦尼王朝”。安敦尼在位期間，繼承哈德良的政策，對外防禦，對內調整各方面關係，與元老院保持良好合作，並且大力發展經濟，加強對行省的監督和管理，促進了行省經濟和帝國的繁榮。

## 早期生活
安敦宁·毕尤于公元86年生于拉努維烏姆（今拉努維奧），是提圖斯·奧理略·富爾福斯的獨生子。父親去世後，安敦尼由外祖父格奈烏斯·阿里烏斯·安敦尼扶養。115年左右他與大福斯蒂娜結婚。

## 任職
他在羅馬政府中努力工作，在多個部門任職，111年任財務官，117年任大法官。120年被任命為執政官，然後被委以義大利司法行政重任。約在134年作為代執政官，擔任亞細亞省總督。 

## 皇帝
哈德良皇帝晚年愈發器重50餘歲的元老安敦尼·畢尤和17歲的青年馬可·奧略留·安東尼，前者一生言行無可指責，後者將來必具有極高品德。他於是宣稱安敦尼·畢尤將成為他的養子和王位繼承人，條件是安敦尼也必須同時收養馬可·奧略留。

138年，哈德良病重，臨終前指定51歲的安敦尼·畢尤為繼承人。哈德良選擇他的一個原因是安敦尼的年齡已經比較大了，幾年之內就會去世並將皇位傳給年輕的馬可·奧略留。然而安東尼·畢尤一直活到74歲，在位23年，是五賢帝中在位時間最長的。五賢帝時期也因他之名而被稱為安敦尼王朝。